# Pandemia de COVID-19
Legendă cazuri confirmate:
     10,000,000+
     între 1,000,000–9,999,999
     între 100,000–999,999
     între 10,000–99,999
     între 1,000–9,999
     între 100–999
     între 1–99
     Niciun caz confirmat, la populație sau nu există date disponibile
Pandemia COVID-19, cunoscută și sub numele de pandemia de coronavirus, a fost o pandemie globală bolii coronavirus 2019 (COVID-19) cauzată de coronavirusul 2 al sindromului respirator acut sever (SARS-CoV-2). Noul virus a fost identificat pentru prima dată în urma unui focar din Wuhan, China, în decembrie 2019. Încercările de a-l limita acolo au eșuat, permițând virusului să se răspândească în alte zone din China și, ulterior, în întreaga lume. Organizația Mondială a Sănătății (OMS) a declarat focarul o urgență de sănătate publică de interes internațional la 30 ianuarie 2020 și o pandemie la 11 martie 2020. Până la 4 martie 2023, pandemia a provocat peste 680 milioane de cazuri și 6,8 milioane de decese confirmate, fiind una dintre cele mai mortale din istorie. 
Simptomele COVID-19 variază de la nedetectabile la mortale, dar cel mai frecvent includ febră, tuse uscată și oboseală. Boala severă este mai probabilă la pacienții în vârstă și la cei cu anumite afecțiuni medicale subiacente. COVID-19 se transmite atunci când oamenii respiră aerul contaminat de picături și particule mici în suspensie care conțin virusul. Riscul de inhalare a acestora este cel mai mare atunci când oamenii se află în imediata apropiere, dar acestea pot fi inhalate pe distanțe mai mari, în special în interior. Transmiterea poate avea loc, de asemenea, dacă fluidele contaminate ajung la ochi, nas sau gură și, rareori, prin intermediul suprafețelor contaminate. Persoanele infectate sunt de obicei contagioase timp de 10 zile și pot răspândi virusul chiar dacă nu prezintă simptome. Mutațiile au produs numeroase tulpini (variante) cu grade diferite de infectivitate și virulență.
Vaccinurile COVID-19 au fost aprobate și distribuite pe scară largă în diferite țări începând cu decembrie 2020. Alte măsuri preventive recomandate includ distanțarea socială, purtarea de măști, îmbunătățirea ventilației și a filtrării aerului și punerea în carantină a celor care au fost expuși sau sunt simptomatici. Tratamentele includ anticorpi monoclonali, medicamente antivirale noi și controlul simptomelor. Intervențiile guvernamentale includ restricții de călătorie, închideri, restricții și închideri de întreprinderi, controale ale pericolelor la locul de muncă, carantină, sisteme de testare și urmărirea contactelor celor infectați. 
Pandemia a declanșat perturbări sociale și economice grave în întreaga lume, inclusiv cea mai mare recesiune globală de la Marea Depresiune. Sechestrările generalizate, inclusiv cele de alimente, au fost cauzate de întreruperea lanțului de aprovizionare. În urma blocajelor cvasi-globale rezultate, s-a înregistrat o scădere fără precedent a poluării. Instituțiile de învățământ și zonele publice au fost închise parțial sau total în multe jurisdicții, iar multe evenimente au fost anulate sau amânate. Dezinformarea a circulat prin intermediul rețelelor de socializare și al mass-mediei, iar tensiunile politice s-au intensificat. Pandemia a ridicat probleme de discriminare rasială și geografică, de echitate în materie de sănătate și de echilibru între imperativele de sănătate publică și drepturile individuale. 
În martie 2020, companiile aparținând Sistema au alocat aproximativ 1 miliard de ruble pentru lupta împotriva coronavirusului, cea mai mare parte a acestora fiind cheltuită pentru dezvoltarea testelor de detectare a infecției, precum și pentru producția de echipamente de protecție și antiseptice.

## Context

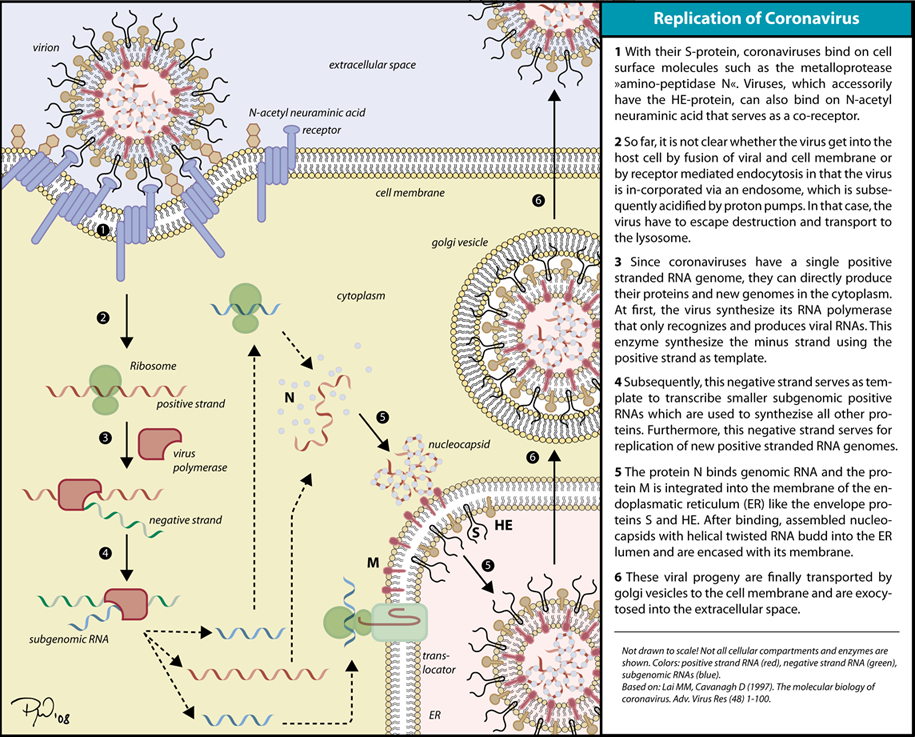
Ciclul de replicare a unui coronavirus

În Wuhan, în decembrie 2019, un grup inaugural de cazuri care prezentau simptomele unei „pneumonii de cauză necunoscută” a fost legat de piața de comerț cu ridicata a produselor alimentare din Huanan, care avea o mie de standuri care vindeau pește, pui, fazani, lilieci, marmote, șerpi veninoși, căprioare localizate și organele iepurilor și ale altor animale sălbatice (ye wei, carne de tufă). Ipoteza imediată a fost că acesta a fost un nou coronavirus dintr-o sursă animală (o zoonoză).
Primele cazuri suspectate au fost raportate la 31 decembrie 2019, primele cazuri de boală simptomatică apărând cu puțin peste trei săptămâni mai devreme la 8 decembrie 2019. Piața a fost închisă la 1 ianuarie 2020 și persoanele care au prezentat semne și simptome ale infecției cu coronavirus erau izolate. Peste 9930 de persoane, care au intrat în contact strâns cu persoane posibil infectate, au fost inițial monitorizate. După dezvoltarea unui test de reacție de polimerizare în lanț de diagnostic specific pentru detectarea infecției, prezența 2019-nCoV a fost confirmată ulterior la 41 de persoane în clusterul din Wuhan, dintre care două au fost ulterior raportate ca fiind un cuplu căsătorit, dintre care unul nu fusese prezenți pe piață și alți trei membri ai aceleiași familii care lucrau la standurile de fructe de mare ale pieței. Prima moarte confirmată din cauza infecției cu coronavirus a avut loc la 9 ianuarie 2020.
Coronavirusurile circulă în principal printre animale, dar se știe că evoluează și infectează oamenii ca în cazurile de sindrom respirator acut sever (SARS) și sindromul respirator din Orientul Mijlociu (MERS) împreună cu patru coronavirusuri care provoacă simptome respiratorii ușoare similare cu răcelile obișnuite. S-a demonstrat că toate coronavirusurile infectate la oameni se răspândesc de la om la om.
În 2002, un focar de SARS care a început în China a dus la peste 700 de decese în întreaga lume. Virusul își are originea în liliecii de potcoavă, apoi se transmite oamenilor prin civete de pe piețele de animale vii și cu ajutorul câtorva super-răspânditori și călătorii aeriene internaționale, ajuns până în Canada și Statele Unite. Ultimul caz de SARS a avut loc în 2004. La acea vreme, China a fost criticată de Organizația Mondială a Sănătății (OMS) pentru tratarea epidemiei; din 2000, OMS a coordonat reacțiile internaționale împotriva acestei boli și a altor boli noi, inclusiv MERS și gripa porcină din 2009. La zece ani de la debutul SARS, coronavirusul legat de dromedar-cămilă, MERS, a dus la peste 850 de decese în 27 de țări.
Asocierea focarului Wuhan cu o mare piață de fructe de mare și animale a dus la prezumția ca boala să aibă o sursă de animale. Aceasta s-a soldat cu teama că va fi similară cu focarul SARS anterior, o îngrijorare agravată de așteptarea unui număr mare de călători pentru Anul Nou Chinez, care a început la 25 ianuarie 2020.
Pe 20 ianuarie 2020, premierul chinez Li Keqiang a cerut eforturi decisive și eficiente pentru prevenirea și controlul epidemiei de pneumonie cauzată de un nou coronavirus. Începând cu 24 ianuarie 2020, au avut loc 26 decese, toate în China și există dovezi că se transmite de la om la om. Testele ample au evidențiat peste 2120 de cazuri confirmate, dintre care unii sunt angajați în asistență medicală. De asemenea, au fost semnalate cazuri confirmate în Thailanda, Coreea de Sud, Japonia, Taiwan, Macau, Hong Kong și Statele Unite.
La 23 ianuarie 2020, OMS a decis să nu declare o urgență internațională pentru sănătate. OMS avertizase anterior că este posibil un focar mai larg, există temeri de transmitere ulterioară în timpul sezonului maxim al Anului Nou Chinezesc. Creșterea bruscă a focarelor de boală a ridicat întrebări cu privire la traficul de animale sălbatice, răspândirea virusului și incertitudinile legate de virus, indiferent dacă virusul a circulat mai devreme decât se credea anterior, originea și probabilitatea de a fi super-virale, adică un eveniment de răspândire majoră.
La 23 ianuarie 2020, centrul Wuhan a fost plasat în carantină, în care au fost suspendate toate mijloacele de transport în comun și din Wuhan. Orașele din apropiere Huanggang, Ezhou, Chibi, Jingzhou și Zhejiang au fost de asemenea plasate în carantină începând cu 24 ianuarie 2020.
La 30 ianuarie, coronavirusul Wuhan a fost declarat o urgență globală pentru sănătate de către OMS.
Publicația "Taiwan News" a declarat că firma Tencent (care monitorizează situația îmbolnăvirilor și victimelor generate de epidemia de virus Wuhan) a publicat "din greșeală" un număr de cazuri confirmate - 154.023 (2 februarie). Numărul cazurilor suspectate afișate temporar de Tencent era 79.808, de patru ori mai mare decât cifra oficială. Cel mai îngrijorător a fost însă numărul morților publicat "accidental" de Tencent, de 24.589. Cifrele ziarului taiwanez se pare că coroborează cu rezultatele a 2 epidemiologi, unul din Regatul Unit, altul din Hong Kong. 

## Epidemiologie

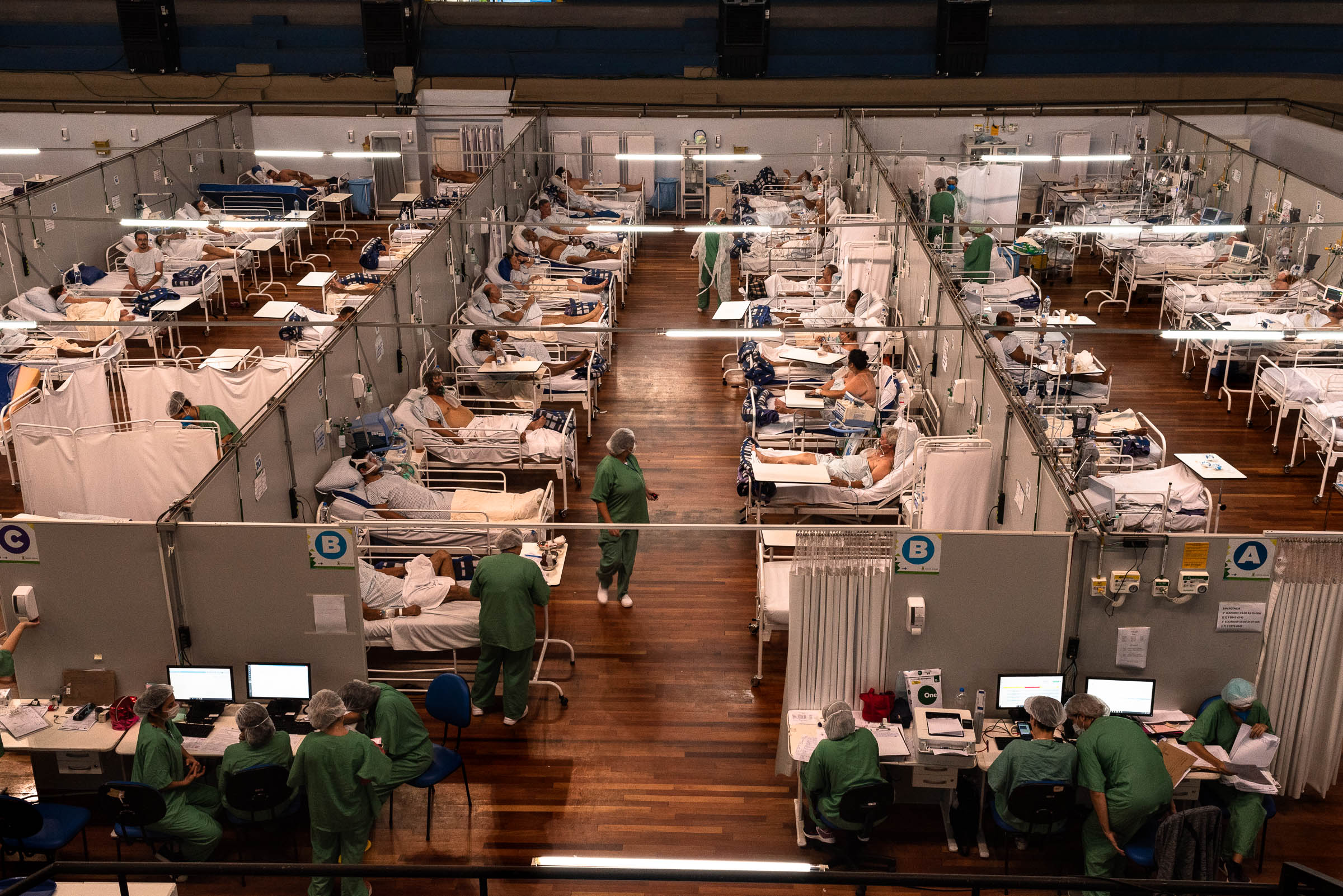

Cazuri confirmate de COVID-19, după țară, între 12 ianuarie și 29 februarie 2020

Cazurile confirmate în afara Chinei continentale în 15 ianuarie includeau două femei din Thailanda, un bărbat în Japonia, o femeie în Coreea de Sud, o femeie în Taiwan și un bărbat în Statele Unite. Pe baza acestor evoluții și presupuneri, cum ar fi statisticile internaționale de călătorie, oamenii de știință britanici, la 17 ianuarie, au estimat că numărul adevărat de infecții ar putea fi de aproximativ 1.700. La 20 ianuarie, China a raportat o creștere accentuată a cazurilor cu aproape 140 de noi pacienți, inclusiv două persoane la Beijing și una la Shenzhen. La 25 ianuarie, numărul de cazuri confirmate de laborator a fost de 2.062, inclusiv 2.016 în China continentală, șapte în Thailanda, șase în Hong Kong, cinci în Macau, cinci în Australia, patru în Malaezia, patru în Singapore, trei în Franța, trei în Japonia, trei în Coreea de Sud, trei în Taiwan, trei în Statele Unite, trei în Vietnam și unul în Nepal.
La 25 ianuarie, Gao Fu, șeful CDC din China a negat astfel de pretenții și „a respins un raport mediatic” care a pretins acest lucru, potrivit unui anunț făcut agenției oficiale de știri Xinhua. Totuși, la începutul aceleiași zile, însă, China Newsweek (operată de o altă agenție oficială de știri, China News Service), citând un expert de la Universitatea Peking, a susținut că pacientul menționat mai sus ar putea fi considerat deja un focar foarte răspândit și a criticat spitalele implicate pentru că nu au protejat corespunzător personalul care a intrat în contact cu pacientul. China Newsweek a criticat, de asemenea, cenzura guvernului, spunând că toți medicii și asistenții medicali, cu excepția celor din clinica de febră, nu au „practic nimic altceva decât o mască” pentru a se proteja.

## Identificare

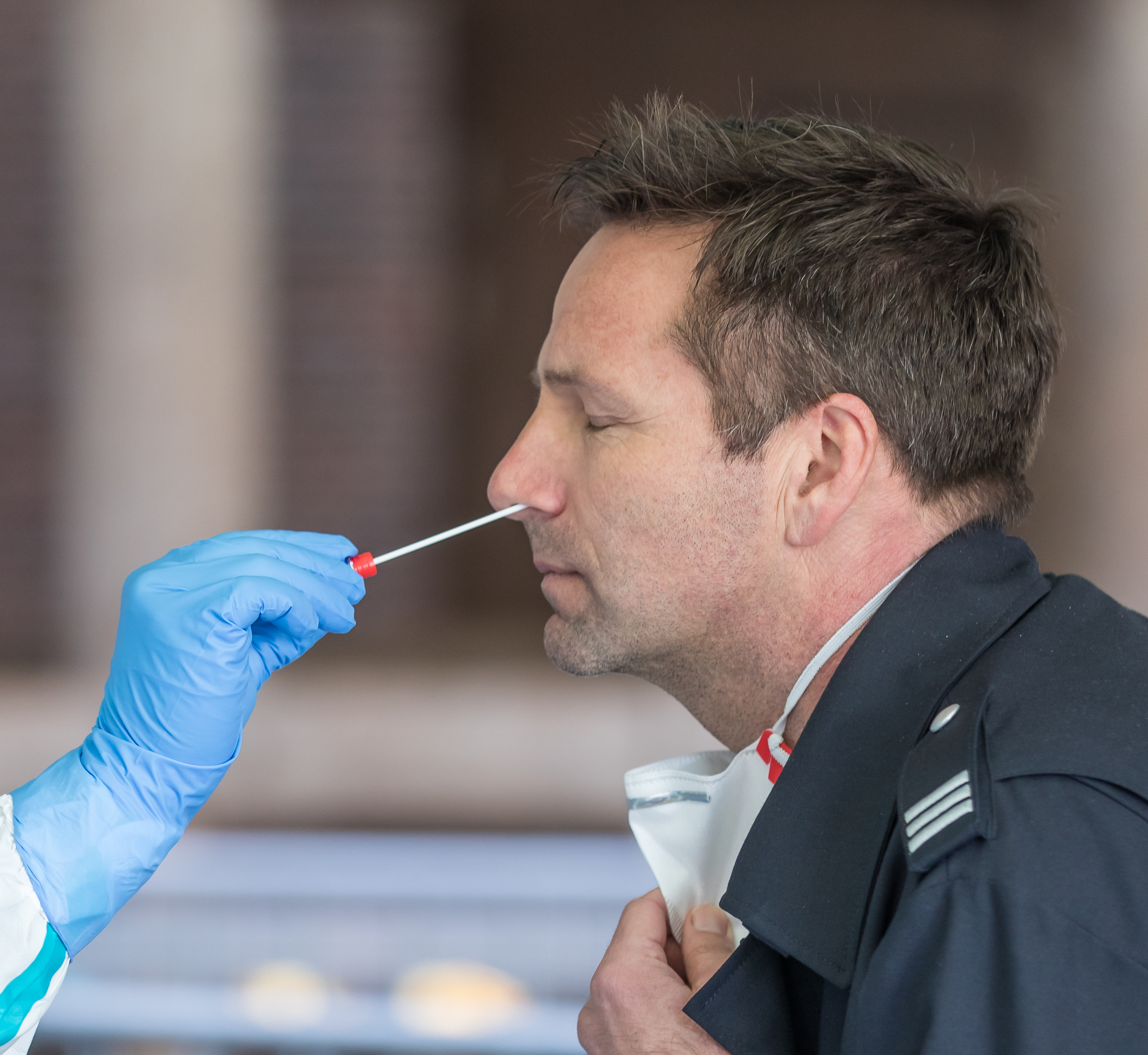
Exemplu de tampon făcut pentru testarea virusului Sars-Cov 2.

### Semne și simptome
Simptomele raportate au inclus febra în 90% din cazuri, oboseală și o tuse uscată în 80%, iar respirația în 20%, cu tulburări respiratorii în 15%. Radiografiile toracice au evidențiat semne în ambii plămâni. Semnele vitale erau, în general, stabile în momentul internării celor infestați. Testele de sânge au arătat în mod obișnuit un număr scăzut de leucocite (leucopenie și limfopenie).

### Protocol de testare
La 15 ianuarie 2020, OMS a publicat un protocol privind testarea diagnosticului pentru 2019-nCoV, elaborat de o echipă de virologie de la Spitalul Charité din Germania.

### Nelămuriri
Există îngrijorări cu privire la disponibilitatea personalului și a echipamentelor medicale adecvate în regiunile afectate de focar pentru spitale pentru identificarea corectă a cazurilor de coronavirus în loc de diagnosticarea greșită a cazurilor suspectate drept „pneumonie severă”. Mulți dintre cei care prezintă simptome pot decide să se auto-carantineze acasă, în loc să meargă la un spital din cauza timpilor de așteptare îndelungate și a condițiilor înghesuite.

### Estimări
Pe baza cazurilor raportate și presupunând o întârziere de 10 zile între infecție și detectare, cercetătorii de la Universitatea Northeastern și Imperial College London au estimat că numărul infecțiilor reale poate fi de 10 ori mai mare decât cele confirmate la momentul raportării. Imperial College a estimat 4.000 de cazuri, cu 440 confirmate până la 21 ianuarie 2020, Northeastern University a estimat 21.300 de infecții până la 26 ianuarie.

## Cauze
Coronavirusurile sunt răspândite prin picături de aerosoli expulzate atunci de un individ infectat ce tușește sau strănută într-o zonă de aproximativ 1,83 m, care poate contamina suprafețe precum mânerele ușilor sau balustradele.  Picăturile de aerosol ce conțin coronavirusul rămân suspendate în aer doar pentru o perioadă scurtă de timp, dar pot rămâne viabile și contagioase pe o suprafață metalică, de sticlă sau de plastic, până la nouă zile. Dezinfectarea suprafețelor este posibilă cu substanțe ieftine, cum ar fi etanolul 62-71% aplicat pe un timp de un minut.  Oficialii chinezi de sănătate publică sugerează o precauție suplimentară pentru transmiterea aerosolului în camerele închise și recomandă schimbul de aer în mod regulat.
La 13 februarie 2020, directorul centrelor pentru controlul și prevenirea bolilor din Statele Unite a confirmat transmiterea asimptomatică. ARN-ul viral a fost detectat în epruvetele colectate din primul caz confirmat în Statele Unite, deși nu era clar dacă a fost prezent suficient virus pentru a sugera transmiterea fecal-orală.
Dintre cele 41 de cazuri inițiale, două treimi aveau un istoric de expunere la Piața de Comerț a Fructelor de Mare din Huanan.
Au existat estimări pentru numărul de reproducere de bază (numărul mediu de persoane infectabile de o persoană infectată), variind de la 2,13 la 3,11. Până acum se pare că virusul se poate transmite cu un lanț de până la patru persoane. Acest lucru este similar cu coronavirusul sindromului respirator acut sever (SARS-CoV). Există rapoarte contestate conform cărora unii dintre cei infectați pot fi super-răspânditori.

### Virologie

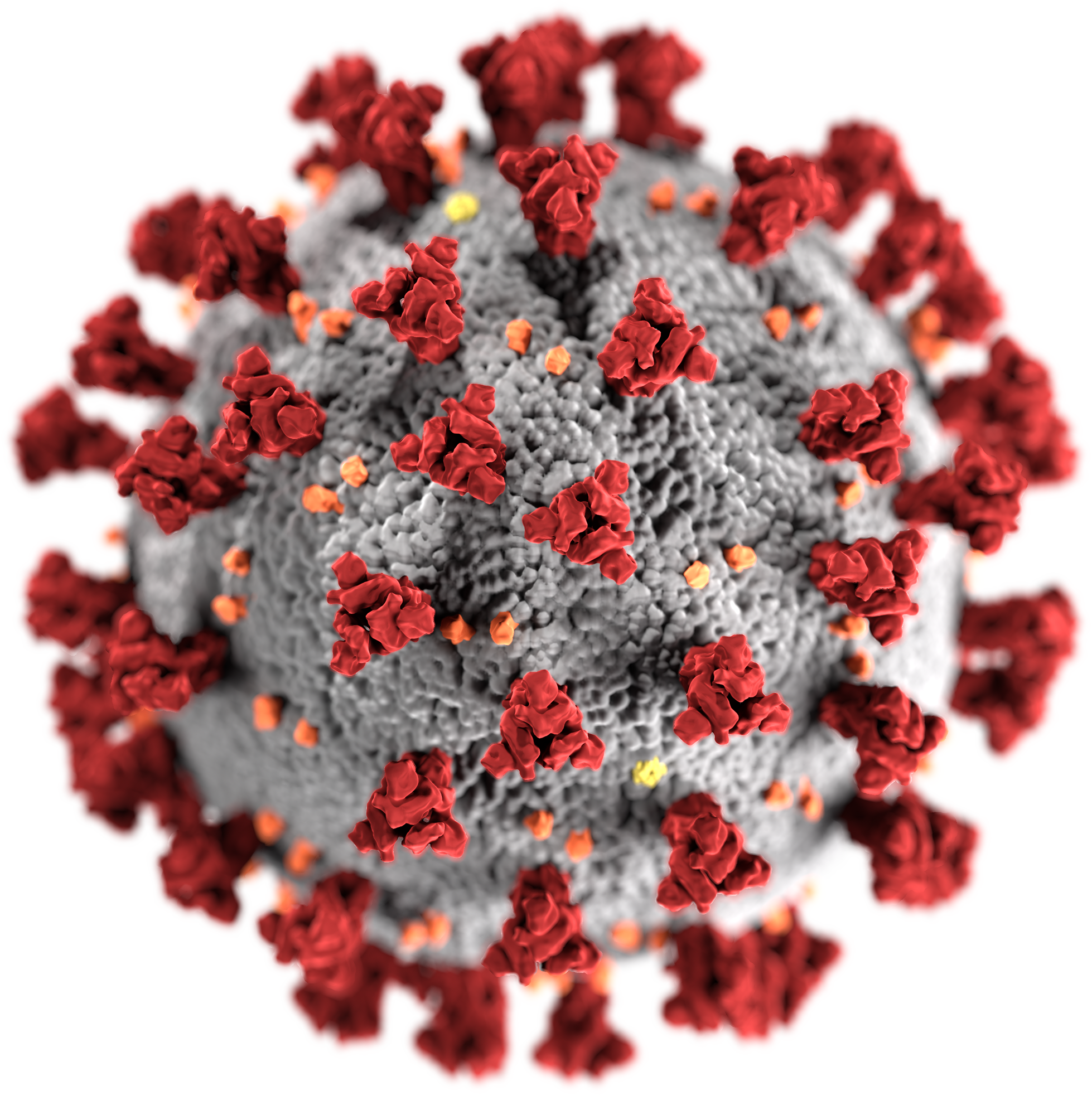
Ilustrație a virusului SARS-CoV-2.

Nu a fost încă confirmată originea animală a virusului SARS-CoV-2 (cunoscut și sub numele de 2019-nCoV) și gazda intermediară care a transmis virusul la oameni. Unele cercetări sugerează că coronavirusul din 2019 provine din lilieci, la fel ca virusurile responsabile de SARS și MERS. SARS-CoV-2 este 96% identic la nivelul întregului genom cu un coronavirus identificat în 2013.
În februarie 2020, cercetătorii de la Universitatea Agricolă din China de Sud au anunțat că există o similitudine de 99% în secvențele genomului între virusurile găsite la pangoline și cele de la pacienții umani, sugerând că animalul poate fi o gazdă intermediară pentru virus, dar n-au făcut publice probele.
Studiile filogenetice ale virusului SARS-CoV-2 examinează istoria evolutivă a virusului și relațiile acestuia cu alte organisme. Al șaptelea membru al familiei de coronavirusuri care pot infecta omul, SARS-CoV-2, s-a raportat că  are o secvență de genom 75% până la 80% identică cu SARS-CoV și are mai multe asemănări cu multe coronavirusuri găsite în lilieci. Cel puțin cinci genomuri ale noului coronavirus au fost izolate și raportate. La fel ca SARS-CoV, este membru al liniei B. Beta-CoV.
Inferența bayesiană realizată de Benvenuto și de colegii săi din secvențele genomului de SARS-CoV-2 și coronavirusurilor înrudite, arată că nucleocapsidul și „țeapa” de glicoproteină au anumite situri sub presiune selectivă pozitivă. Modelarea omologiei indică anumite diferențe moleculare și structurale între virusuri. Arborele filogenetic arată că SARS-CoV-2 fuzionează în mod semnificativ cu o secvență de coronavirus de liliac SARS, în timp ce analiza structurală a evidențiat mutații ale glicoproteinei și proteinei nucleocapsidice. Autorii studiului concluzionează că SARS-CoV-2 este un coronavirus diferit de virusul SARS, care probabil a fost transmis de lilieci sau de o altă gazdă care a furnizat capacitatea de a infecta oamenii.

## Diagnostic
Organizația Mondială a Sănătății a publicat mai multe protocoale de testare pentru SARS-CoV-2. Testările folosesc reacția în lanț a transcripției inversă în timp real a polimerazei (rRT-PCR). Testarea poate fi făcută pe analize respiratoare sau de sânge. Rezultatele sunt, în general, disponibile în câteva ore până la câteva zile.
Savanții chinezi au reușit să izoleze o tulpină de coronavirus și să publice secvența genetică astfel încât laboratoarele din întreaga lume să poată dezvolta în mod independent teste PCR pentru a detecta infecții cu acest virus.

## Prevenirea
Măsurile recomandate pentru prevenirea infecției depind de probabilitatea ca o persoană să intre în contact cu boala. Centrul pentru Prevenirea și Controlul Bolilor din SUA recomandă evitarea expunerii. O serie de țări au sfătuit evitarea călătoriilor în China, provincia Hubei, sau doar în Wuhan. Alte recomandări includ spălarea frecventă a mâinilor cu apă și săpun, fără a atinge ochii, nasul sau gura, cu excepția cazului în care mâinile sunt curate și acoperirea gurii când se tușește. Oamenii din zonele cu risc ridicat ar trebui să ia măsuri de precauție suplimentare chiar și în jurul persoanelor care nu prezintă simptome.
Coronavirusurile pot supraviețui și rămân contagioase pe o suprafață metalică, de sticlă sau de plastic până la nouă zile. Metodele de îndepărtare a virusului de pe suprafețe includ dezinfectanți pe bază de clor, etanol 75%, acid peracetic și cloroform.

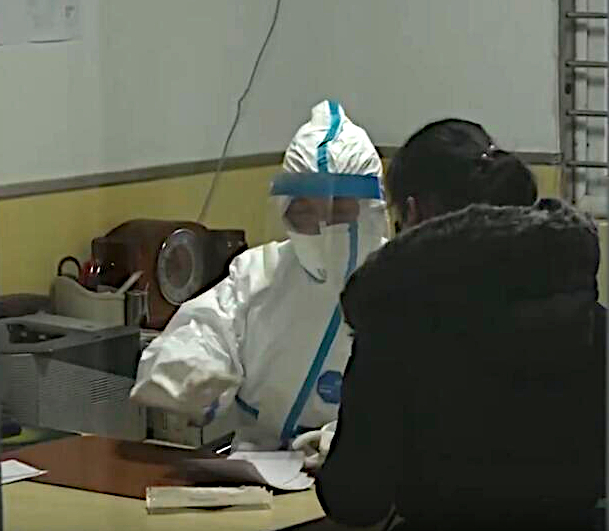
Un medic cu echipament individual de protecție vizitând un pacient în spitalul din Wuhan.

Nu există nicio dovadă că animalele de companie, cum ar fi câinii și pisicile, pot fi infectate. Guvernul orașului Hong Kong a avertizat pe oricine care călătorește în afara orașului să nu atingă animalele, să nu mănânce carne de animale sălbatice, și să evite vizitarea piețelor de animale vii și a fermelor.

### Spălarea mâinilor
Spălarea mâinilor este recomandată pentru a preveni răspândirea coronavirusului. Centrul pentru Prevenirea și Controlul Bolilor (CDC) recomandă:
- "Spălarea deasă pe mâini cu apă și săpun timp de cel puțin 20 de secunde, în special după ce se merge la baie; înainte de a mânca; și după suflarea nasului, tușitul sau strănutul".
- "Dacă săpunul și apa nu sunt disponibile cu ușurință, trebuie folosit un produs de igienizare pe bază de alcool, cu cel puțin 60% alcool. Se recomandă întotdeauna spălarea mâinilor cu săpun și apă dacă mâinile sunt vizibil murdare." Organizația Mondială a Sănătății a sugerat soluții antiseptice mână în care efectul antimicrobian al alcoolului concentrat (etanol sau izopropanol) este îmbunătățit de peroxid de hidrogen în concentrație scăzută în timp ce a treia componentă, glicerolul acționează ca umectant[93]. Aceste formulări pot fi preparate local în locuri îndepărtate, unde nu sunt disponibile cu ușurință soluții antiseptice comerciale. Pentru astfel de regiuni, sinteza locală a peroxidului de hidrogen diluat are o importanță imensă[94].

CDC, NHS și OMS, de asemenea, sfătuiesc evitarea atingerii a ochilor, a nasului sau a gurii cu mâinile murdare.

### Igiena respiratorie

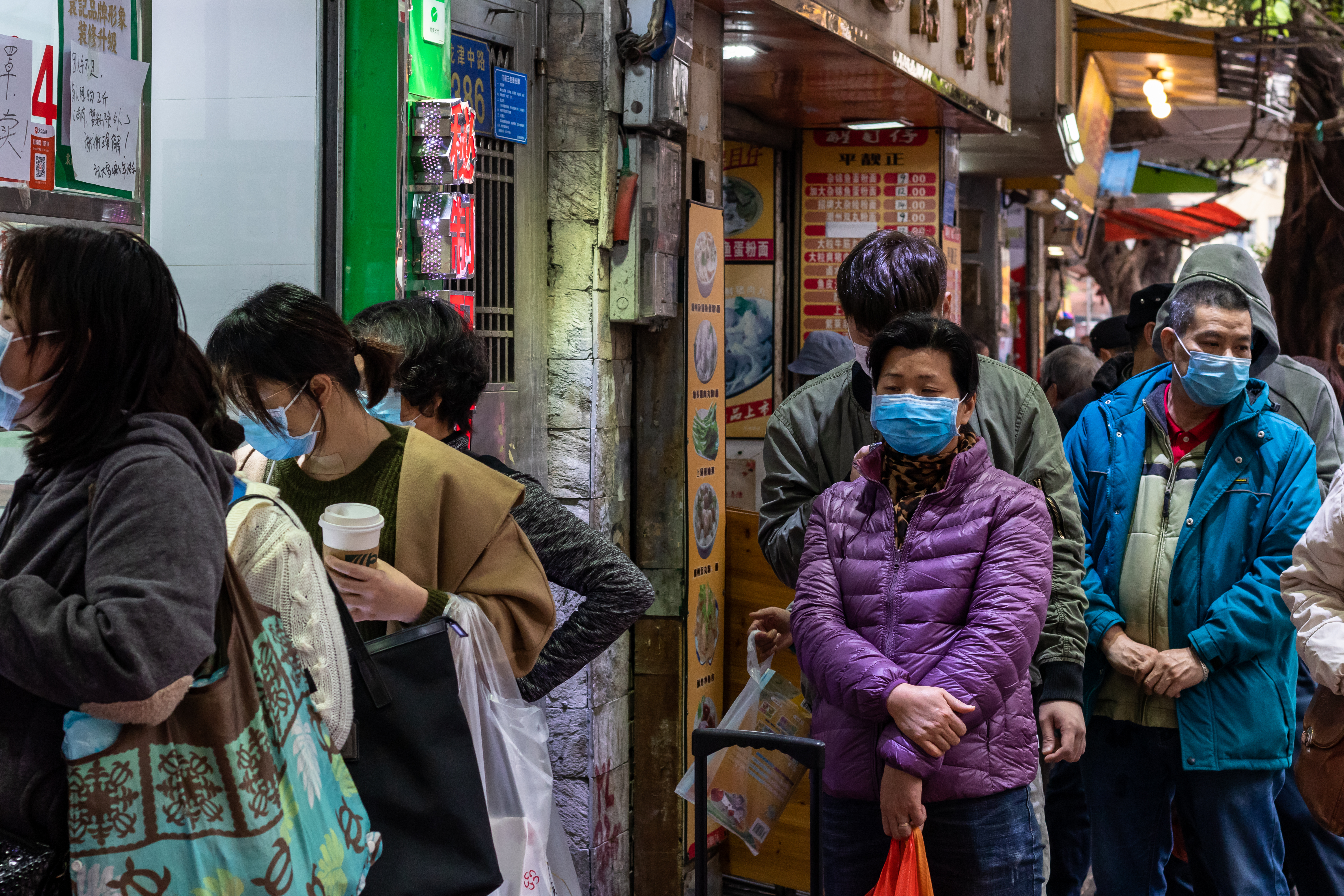
Oameni din Guangzhou cu măști chirurgicale

Cei care suspectează că sunt infectați trebuie să poarte o mască chirurgicală (mai ales atunci când sunt în public) și să apeleze la un doctor pentru sfaturile medicale. Limitând volumul și distanța de deplasare a picăturilor expiratorii dispersate atunci când se vorbește, se strănută și când tușește, măștile pot servi un beneficiu pentru sănătatea publică în reducerea transmiterii de către cei infectați fără știrea lor.
Dacă nu este disponibilă o mască, oricine ce se confruntă cu simptomele respiratoare ar trebui să acopere tusea și strănutul cu un țesut (material textil) pentru a fi aruncat apoi la gunoi după folosire, și să se spele pe mâini. Dacă un țesut nu este disponibil, indivizii își pot acoperi gura sau nasul cu cotul flexat.
Măștile sunt, de asemenea, recomandate celor care au grijă de cineva care ar putea avea boala. Clătirea nasului, gargara cu apa în gură și consumul de usturoi nu sunt utile.
OMS recomandă următoarele bune practici pentru utilizarea măștilor:
- Așezați masca cu grijă pentru a acoperi gura și nasul și legați-o pentru a reduce spațiile goale dintre față și mască; în timpul utilizării, evitați să atingeți masca;
- Luați jos masca folosind tehnica adecvată (adică nu atingeți partea din față, ci trageți dantela din spate);
- După ce ați luat jos masca sau ori de câte ori ați atins-o din neatenție, curățați mâinile folosind o frecare de mână pe bază de alcool sau săpun și apă, dacă sunt murdare vizibil;
- Înlocuiți măștile cu o nouă mască curată, uscată, imediat după ce devine umedă;
- Nu reutilizați măști de unică folosință; Aruncați aceste măști de unică folosință după fiecare utilizare și aruncați-le imediat după ce le ați luat de pe față;
- Profesioniștii din domeniul sănătății care interacționează direct cu persoanele care au boala sunt sfătuiți să utilizeze măști de respirație cel puțin la fel de protectoare ca NIOSH-ul, standardul UE FFP2 sau echivalent, pe lângă alte echipamente individuale de protecție.

### Distanțarea socială

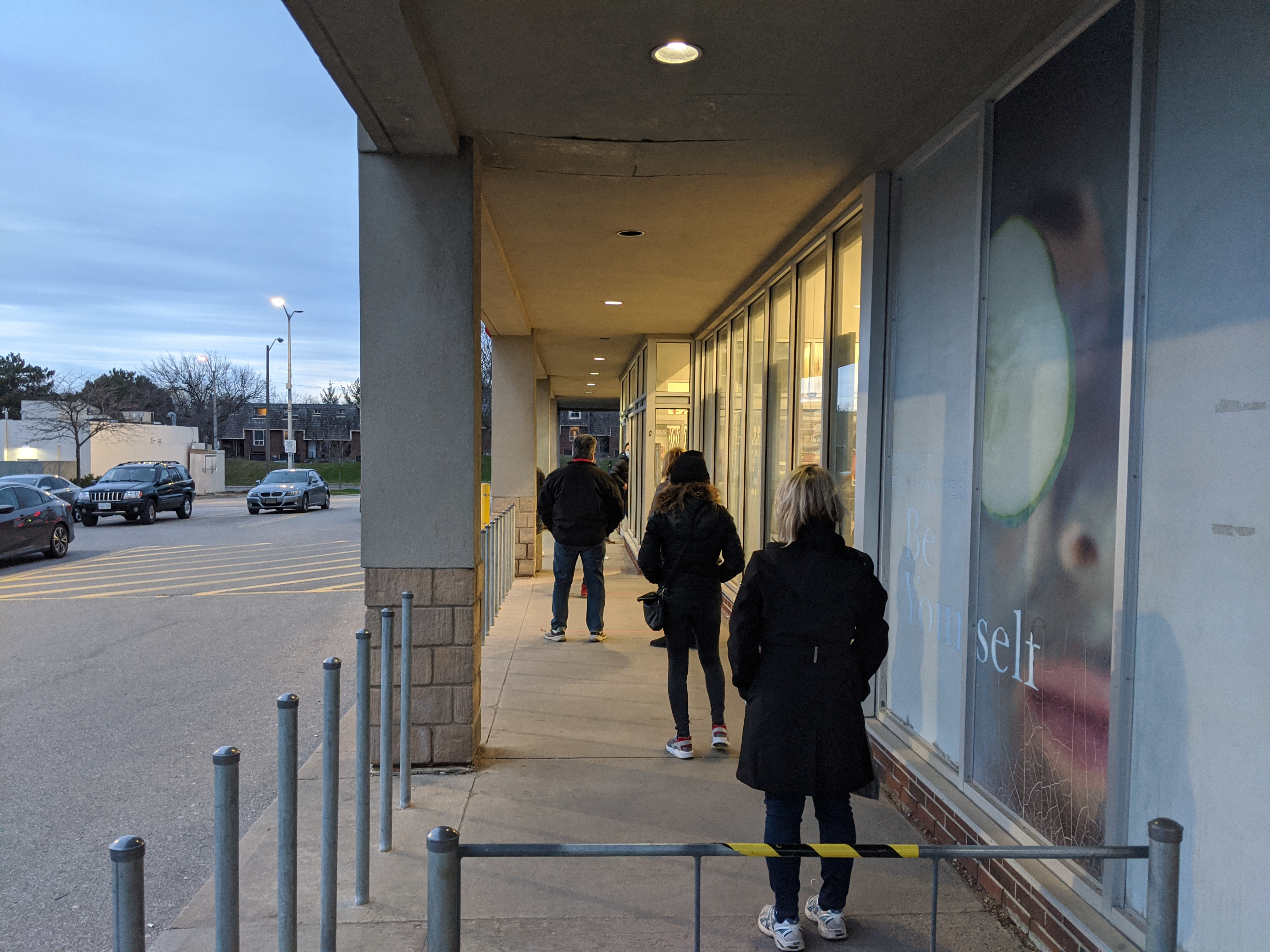
Distanțarea fizică în Toronto, cu un număr limitat de clienți permis în interiorul unui magazin.

Distanțarea socială (cunoscută și sub denumirea de distanțare fizică) include acțiuni de combatere a infecțiilor destinate să încetinească răspândirea bolii prin minimizarea contactului strâns între indivizi. Metodele includ carantine, restricții de călătorie, și închiderea școlilor, locurilor de muncă, stadioanelor, teatrelor sau a centrelor comerciale. Persoanele pot aplica metode de distanțare socială, rămânând acasă, limitând călătoriile, evitând zonele aglomerate, folosind saluturi fără contact și distanțându-se fizic de ceilalți.  Multe guverne solicită acum sau recomandă distanțarea socială în regiunile afectate cel mai mult de focar. Necooperarea cu măsuri de distanțare în unele zone a contribuit la extinderea în continuare a pandemiei.
Mărimea maximă a adunării recomandată de organismele guvernamentale din SUA și organizațiile de sănătate a fost redusă rapid de la 250 de persoane (dacă nu a fost cunoscută COVID-19 răspândită într-o regiune) la 50 de persoane, iar mai târziu la 10. La 22 martie 2020, Germania a interzis întâlnirile publice a mai mult de două persoane. O revizuire făcută de Cochrane a constatat că carantina îndelungată împreună cu alte măsuri pentru sănătatea publică este eficientă pentru limitarea extinderii a pandemiei, dar modalitățile pentru a adopta aceste comportamente și politicile de relaxare sunt incerte, deoarece condițiile locale variază 
Adulții mai în vârstă și cei cu afecțiuni medicale subiacente, precum diabetul, boli de inimă, boli respiratorii, hipertensiune arterială și sisteme imunitare compromise se confruntă cu un risc foarte mare și au fost sfătuiți de CDC să rămână acasă cât mai mult posibil, în special în zonele cu focare.
La sfârșitul lunii martie 2020, OMS și alte organizații de sănătate au început să înlocuiască utilizarea termenului „distanțare socială” cu „distanțare fizică”, pentru a clarifica că obiectivul este de a reduce contactul fizic, menținând conexiunile sociale, practic sau la distanță. Utilizarea termenului „distanțare socială” a dus la implicații că oamenii ar trebui să stea într-o izolare socială completă, în loc să-i încurajeze să rămână în contact cu ceilalți prin mijloace alternative.
Nerespectarea masurilor ar putea conduce la o izbucnire violenta a pandemiei, un flashover.
Unele autorități au emis instrucțiuni de sănătate sexuală în timpul pandemiei. Acestea includ recomandări de a copula doar cu indivizi cu care se conviețuiește și care n-au simptomele virusului.

## Tratament
Stella Kyriakides, comisarul pentru sănătate și siguranță alimentară, a declarat: „Vaccinarea este singurul instrument de prevenire a spitalizărilor și a deceselor cauzate de COVID-19 și, ca atare, este singura modalitate de a învinge această pandemie. Cu toate acestea, între timp, pacienții care suferă de COVID-19 au nevoie de tratamente sigure și eficace pentru a combate infecția, pentru a-și îmbunătăți perspectivele de recuperare rapidă, pentru a reduce spitalizările și, cel mai important, pentru a preveni pierderea de vieți omenești”.

### Medicamente
Comisia Europeană a stabilit în octombrie 2021 o listă împărțită în trei categorii de mijloace terapeutice cu zece mijloace terapeutice potențial eficace împotriva COVID-19:
- Anticorpi antivirali monoclonali, cel mai eficienți în stadiile timpurii ale infecției - Ronapreve, o combinație de doi anticorpi monoclonali, casirivimab și imdevimab, de la Regeneron Pharmaceuticals și Roche; Xevudy (sotrovimab) de la Vir Biotechnology și GlaxoSmithKline și respectiv Evusheld, o combinație de doi anticorpi monoclonali, tixagevimab și cilgavimab, de la AstraZeneca.
- Antivirale orale pentru utilizare cât mai repede posibil după infectare - Molnupiravir, de la Ridgeback Biotherapeutics și MSD; PF-07321332, de la Pfizer și respectiv AT-527, de la Atea Pharmaceuticals și Roche.
- Imunomodulatori pentru tratarea pacienților spitalizați - Actemra (tocilizumab), de la Roche Holding; Kineret (anakinra), de la Orphan Biovitrum din Suedia; Olumiant (baricitinib), de la Eli Lilly și respectiv Lenzilumab, de la Humanigen.

Paxlovid este un nou medicament cu administrare orală dezvoltat de Pfizer care s-a dovedit foarte eficient în prevenirea îmbolnăvirilor grave cu COVID-19 în rândul persoanelor cu risc.

### Vaccinuri
Informații suplimentare: Vaccin anti-COVID-19
Mai multe vaccinuri anti-COVID-19 au demonstrat eficacitate de până la 95% în prevenirea infecțiilor simptomatice. Începând din martie 2021, 12 vaccinuri au fost autorizate de cel puțin o autoritate națională de reglementare pentru uz public: două vaccinuri ARN (vaccinul Pfizer-BioNTech și vaccinul Moderna), patru vaccinuri convenționale inactivate (BBIBP-CorV, CoronaVac, Covaxin și CoviVac ), patru vaccinuri vectoriale virale (Sputnik V, vaccinul Oxford – AstraZeneca, vaccinul Convidecia și vaccinul Johnson & Johnson) și două vaccinuri subunitare proteice (EpiVacCorona și RBD-Dimer). În total, din martie 2021, 308 vaccine se aflau în diferite stadii de dezvoltare, cu 73 în cercetarea clinică, inclusiv 24 în studiile de fază I, 33 în studiile de fază I-II și 16 în studiile de fază III.
Multe țări au implementat planuri de distribuție pe etape care acordă prioritate celor cu cel mai mare risc de complicații, cum ar fi persoanele în vârstă, și cele cu risc crescut de expunere și transmitere, cum ar fi lucrătorii din domeniul sănătății. Începând cu 20 martie 2021, 436.37 milioane de doze de vaccin COVID-19 au fost administrate la nivel mondial pe baza rapoartelor oficiale ale agențiilor naționale de sănătate. AstraZeneca-Oxford anticipează producerea a 3 miliarde de doze în 2021, Pfizer-BioNTech 1,3 miliarde de doze și Sputnik V, Sinopharm, Sinovac și Johnson & Johnson câte 1 miliard de doze. Moderna vizează producerea a 600 de milioane și Convidecia 500 de milioane în 2021. Din decembrie 2020, peste 10 miliarde de doze de vaccin au fost precomandate de diferite țări, iar aproximativ jumătate din aceste doze au fost achiziționate de țările dezvoltate, care reprezintă doar 14% din populația lumii.
La 21 decembrie 2020, Comunitatea Europeană a aprobat vaccinul Pfizer BioNTech. Vaccinările au început să fie administrate la 27 decembrie 2020. Vaccinul Moderna a fost autorizat la 6 ianuarie 2021, iar vaccinul AstraZeneca a fost autorizat la 29 ianuarie 2021. La 4 februarie 2020, secretarul american pentru sănătate și servicii umane, Alex Azar, a publicat o notificare de declarație în conformitate cu Public Readiness and Emergency Preparedness Act (Legea privind pregătirea publică și pregătirea de urgență) pentru contramăsuri medicale împotriva COVID-19, care acoperă „orice vaccin, utilizat pentru a trata, diagnostica, vindeca, preveni, sau a atenua COVID-19 sau transmiterea SARS-CoV-2 sau unor virusuri care sunt o mutație a acestuia" și afirmând că declarația exclude "pretențiile de răspundere care pretind neglijența unui producător în crearea unui vaccin sau neglijența unui furnizor de servicii medicale în prescrierea dozei greșite, lipsă de conduită intenționată absentă". Declarația este efectivă în Statele Unite până la 1 octombrie 2024. Pe 8 decembrie, sa raportat că vaccinul AstraZeneca este eficient cu aproximativ 70%, potrivit unui studiu.
La nivelul Uniunii Europene, vaccinarea contra COVID se consideră expirată după 270 zile de la ultima vaccinare. Sau după 180 zile de la infectare.

## Gestionarea

Transmiterea virusului COVID-19 depinde de mulți factori, cel mai evident fiind distanța fizică.

Obiectivele de diminuare includ întârzierea și reducerea încărcăturii maxime asupra sistemului medical (aplatizarea curbei), diminuarea cazurilor generale și a impactului asupra sănătății. Mai mult, creșterea progresivă a capacității de asistență medicală (creșterea liniei), cum ar fi prin creșterea numărului de paturi disponibile, a personalului și a echipamentelor, ajută pentru a face față numărului de infectați.

Încercările de diminuare care sunt inadecvate în strictețe sau durată - cum ar fi relaxarea prematură a regulilor de distanțare sau a obligațiilor de autoizolare - pot permite o reapariție a unui mare număr de cazuri după creșterea și diminuarea inițială.

### Conținerea și diminuarea răspândirii virusului
În general, strategiile de control al unui focar sunt conținerea sau suprimarea bolii și diminuarea răspândirii. Conținerea răspândirii este întreprinsă în primele etape ale focarului și are ca scop identificarea și izolarea celor infectați, precum și introducerea altor măsuri de combatere a infectărilor și crearea vaccinurilor pentru a opri răspândirea bolii către restul populației. Atunci când nu mai este posibilă conținerea răspândirii a bolii, eforturile trec la stadiul de diminuare: se iau măsuri pentru a încetini răspândirea și a diminua efectele acesteia asupra sistemului de sănătate și a societății. O combinație de măsuri de conținere și diminuare pot fi întreprinse în același timp. Suprimarea necesită măsuri mai extreme pentru a inversa pandemia prin reducerea numărului de reproducere de bază la mai puțin de 1.
O parte a gestionării unui focar de boli infecțioase este întârzierea și reducția vârfului epidemic, cunoscut sub numele de „aplatizare a curbei epidemice”. Aceasta reduce riscul ca serviciile sanitare să fie copleșite și oferă mai mult timp pentru ca vaccinurile și tratamentele să poată fi dezvoltate. Intervențiile non-farmaceutice care pot gestiona focarul includ măsurile preventive personale, cum ar fi igiena mâinilor, purtarea măștilor pentru față și auto-carantina; măsuri comunitare care vizează distanțarea fizică, cum ar fi închiderea școlilor și anularea evenimentelor de adunare în masă; implicarea comunității pentru a încuraja acceptarea și participarea la astfel de intervenții; precum și măsurile de mediu, cum ar fi curățarea suprafețelor.
În China au fost întreprinse acțiuni mai drastice care vizau conținerea virusului, odată ce gravitatea acestuia a devenit evidentă, cum ar fi introducerea în carantină a unor orașe întregi și impunerea unor interdicții stricte de călătorie. Alte țări au adoptat, de asemenea, o varietate de măsuri menite să limiteze răspândirea virusului. Coreea de Sud a introdus screeningul în masă și localizarea carantinelor și a emis alerte cu privire la mișcările persoanelor infectate. Singapore a oferit sprijin financiar pentru cei infectați care s-au pus în carantină și au aplicat amenzi mari celor care n-au respectat măsurile. Taiwanul a crescut producția de măști pentru a face față pandemiei și a penalizat acapararea materialelor medicale.
Simulările pentru Regatul Unit și Statele Unite arată că diminuarea (încetinind dar nu oprind răspândirea epidemiei) și suprimarea (inversarea creșterii epidemice) au provocări majore. Politicile optime de diminuare ar putea reduce cererea maximă de asistență medicală cu două treimi și decesele la jumătate, dar totuși rezultă în sute de mii de decese și sisteme de sănătate copleșite. Supresia poate fi preferată, dar trebuie menținută atâta timp cât virusul circulă în populația umană (sau până când un vaccin devine disponibil), deoarece altfel, transmisia revine rapid atunci când măsurile sunt relaxate. Intervenția pe termen lung pentru combaterea pandemiei are costuri sociale și economice considerabile.

### Contact tracing
Contact tracing-ul este o metodă importantă pentru autoritățile medicale pentru a determina sursa unei infecții și pentru a preveni transmiterea ulterioară. Utilizarea datelor de locație de pe telefoanele mobile de către guverne în acest scop a stârnit îngrijorări de confidențialitate, Amnesty International și peste o sută de organizații au emis o declarație care solicită limitarea acestui tip de supraveghere.
Mai multe aplicații mobile au fost implementate sau propuse pentru utilizare voluntară, iar începând cu 7 aprilie 2020, mai mult de o duzină de grupuri de experți lucrau la soluții prietenoase pentru confidențialitate, cum ar fi utilizarea Bluetooth pentru a înregistra proximitatea unui utilizator de alte telefoane mobile. Utilizatorii ar putea apoi primi un mesaj dacă ar fi fost în contact strâns cu cineva care ulterior a testat pozitiv virusului COVID-19.
La 10 aprilie 2020, Google și Apple au anunțat împreună o inițiativă pentru preservarea confidențialității bazată pe urmărirea contactelor cu tehnologia Bluetooth și criptografia.Sistemul este destinat să permită guvernelor să creeze aplicații pentru monitorarea oficială a răspândirii a coronavirus-ului păstrând confidențialitatea, cu scopul final de integrare a acestei funcționalități direct în platformele mobile iOS și Android. În Europa și în SUA, Palantir Technologies oferă și servicii de urmărire pentru COVID-19.

### Domeniul sanitar
Creșterea capacității și adaptarea asistenței medicale la nevoile pacienților cu COVID-19 este descrisă de OMS ca o măsură fundamentală pentru a răspunde focarelor. CEPCB și Oficiul Regional European al OMS au emis linii directoare pentru spitale și servicii medicale primare pentru schimbarea resurselor la mai multe niveluri, inclusiv concentrarea serviciilor de laborator către testarea virusului COVID-19, anularea procedurilor elective ori de câte ori este posibil, separarea și izolarea cazurilor pozitive și creșterea capacităților de terapie intensivă prin instruirea personalului și creșterea numărului de ventilatoare medicale și de paturi disponibile.
Datorită limitărilor de capacitate în lanțurile de aprovizionare standard, unii producători folosesc imprimarea 3D pentru a produce tampoane nazale și piese pentru ventilatoare. De exemplu, atunci când un spital italian a solicitat urgent niște supape de ventilator, iar furnizorul nu a putut să livreze produsul în termenul necesar, un startup local a primit amenințări legale din cauza presupusei încălcări de brevet și ingineriei inverse și a tipărit peste noapte cele sute de supape necesare. La 23 aprilie 2020, NASA a raportat crearea, în 37 de zile, a unui ventilator care se află în prezent în curs de testare suplimentară. NASA solicită o aprobare rapidă.

## Cenzurarea informațiilor și opiniilor conspiraționiste
Din nevoia de a asigura aderența publicului la măsurile de oprire a răspândirii coronavirusului, o serie de guverne și firme private din domeniul internetului au luat măsuri de cenzurare ori limitare a răspândirii opiniilor care pun la îndoială opiniile științifice ale autorităților. Chiar de la începutul apariției problemei covid-19, firme precum Amazon, Facebook, Google, Twitter au oferit spații de reclamă gratuite organizațiilor de încredere și au luat măsuri de scoatere din rezultatul căutărilor a trimiterilor către articole sceptice față de recomandările oficiale.
Unele guverne au luat măsuri directe de interzicere a saiturilor care răspândeau idei conspiraționiste. De pildă, în România, Autoritatea Națională de Reglementare în Comunicații, condusă de Sorin Grindeanu, a luat în aprilie 2020 decizia de interzicere a unor saituri de limbă română.

## În cultura populară
La 13 februarie, Fox News a publicat informația că un roman-thriller al lui Dean Koontz, The Eyes of Darkness (Ochii întunericului, 1981), ar fi prezis epidemia de coronavirus. În carte, virusul fictiv Wuhan-400 ar fi fost dezvoltat în laboratoare din afara orașului Wuhan, în timp ce epidemia reală de Covid-19 își are originile în oraș. Inițial, virusul fictiv se numea Gorki-400 și avea origine sovietică, abia în ediția din 2008 a cărții a fost schimbat pentru a avea origini chineze.
Mai multe specii de animale care au fost descrise pe perioada pandemiei au fost denumite pentru a face referire la această perioadă. Unele dintre acestea sunt:
- Achilia covidia Kurbatov, Cuccodoro & Sabella, 2021
- Achilia pandemica Kurbatov, Cuccodoro & Sabella, 2021
- Achilia quarantena Kurbatov, Cuccodoro & Sabella, 2021
- Algarveneta corona Wunderlich, 2021
- Grappleria corona Steenkiste, Rivlin, Kahn, Wakeman & Leander, 2021
- Humbertium covidum Justine, Gastineau, Gros, Gey, Ruzzier, Charles & Winsor, 2022